# Gustav von Waldersee
Gustav Ludwig Otto Eduard Graf von Waldersee (* 6. Februar 1826 in Potsdam; † 18. April 1861 in Wittenberg) war ein preußischer Major im Infanterie-Regiment Nr. 67.

## Leben
Gustav, Angehöriger der Familie der Grafen von Waldersee, war Sohn von Friedrich Graf von Waldersee und Ottilie von Wedel (1803 – 1882) wurde in Potsdam geboren; und damit Enkel von Franz Graf von Waldersee, einem Sohn des Leopold III. Friedrich Franz (Anhalt-Dessau). Gustav hatte zwei Schwestern und einen Bruder, Rudolf Karl von Waldersee (1827–1870).
Waldersee heiratete 1854 die in Wansdorf bei Spandau geborene Anna von Redern (1830–1868), welche nach dem Tod Gustavs 1863 den Schwager Rudolf heiratete. Das Paar hatte drei Kinder: die Söhne Albrecht (1857–1874) und Ernst (1855–1865) sowie eine Tochter Elisabeth (1860–1931).
Gustav erlag im Alter von 35 Jahren in Wittenberg, wohin er versetzt worden war, 1861 einem Lungenleiden.

## Beziehung zum Prinzen Friedrich Karl
Er trat als Leutnant in das 1. Garde-Regiment zu Fuß ein. Wohl 1849 begann die zweijährige Zeit als ein Adjutant von Friedrich Karl Prinz von Preußen. Spätestens 1851 verlor Waldersee seinen Posten und trat erneut als Soldat in das Garde-Artillerie-Regiment ein. Eine enge Freundschaft zum Prinzen blieb aber bestehen. Der Prinz Friedrich Karl schreibt kurz vor dem Tod seines Freundes an den Kommandeur von Waldersees Regiments nach Wittenberg: „Sollten Sie noch die Gelegenheit haben ihn zu sehen, meinen lieben Freund, so sagen Sie ihm bitte, dass ich ihn unendlich lieb habe, ihm für vieles dankbar bin, und dass sein Andenken in mir nie erlöschen wird.“
Faupel & Jüttemann vermuten eine tiefergehende Verbindung zwischen Prinz und Adjutant: „Ob es sich bei der Beziehung des Prinzen zu seinem Adjutanten lediglich um eine enge Jägerfreundschaft handelte oder ob es möglicherweise auch eine homosexuelle Schwärmerei zwischen den beiden Männern gegeben hat, lässt sich anhand der überlieferten Quellen nicht ermitteln“.

## Gedenkstein

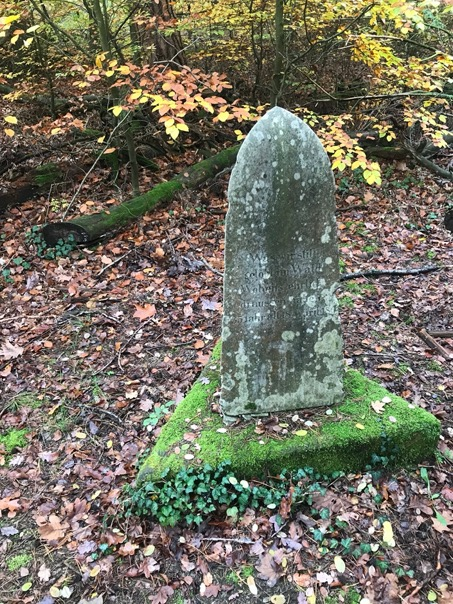
Gedenkstein Gustav von Waldersee

Nach Gustavs Tod in Wittenberg ließ Prinz Friedrich Karl zum Gedenken einen Gedenkstein im Düppeler Forst aufstellen. Der Gedenkstein für den Jagdgefährten in Form eines spitz zulaufenden dreieckigen Steins, liegt nur wenige hundert Meter vom ehemaligen Jagdschloss Dreilinden, welches heute nicht mehr vorhanden ist und auf dem Gelände der jetzigen Revierförsterei Dreilinden stand, entfernt und fällt heute kaum auf.

Die Aufschrift auf dem Gedenkstein besagt:
"Dem Andenken
des Königl. Majors
Graf Gust. Waldersee
des lieben Freundes
und Gefährten
des tapferen und
bewährten Offiziers
und trefflichen Jägers
Was wir still
gelobt im Wald
Wollens ehrlich
draussen halten.
+35 Jahr alt, 18 April 1861
Sta viator heroem

calcas."